# Dekeyseria
Dekeyseria – rodzaj słodkowodnych ryb sumokształtnych z rodziny zbrojnikowatych (Loricariidae). Spotykane w hodowlach akwariowych. Zaliczane do glonojadów.

## Zasięg występowania
Ameryka Południowa: Brazylia, Kolumbia i Wenezuela

## Klasyfikacja
Gatunki zaliczane do tego rodzaju:
- Dekeyseria amazonica
- Dekeyseria niveata
- Dekeyseria picta – pekolcja pasiasta[3]
- Dekeyseria scaphirhyncha

Gatunkiem typowym jest Dekeyseria amazonica.